# 名取市立みどり台中学校
名取市立みどり台中学校（なとりしりつ みどりだいちゅうがっこう）は、宮城県名取市にある公立中学校。通称は「みど中」。

## 概要
仙台市内を一望できる名取市みどり台地区にある中学校。宮城県内では ナンバースクール (宮城県)と呼ばれている進学校の宮城県仙台第一高等学校と宮城県仙台二華高等学校などへの入学者数が全県で三指に入る進学実績を誇っていたが、学区の再編などを機にそれらは現在、過去の栄光となっている。立地柄、尚絅学院大学関係者の子息が多く、県下では5指に入る進学実績を誇る非常に教育熱心な中学校としても名高かった。

## 所在地
- 宮城県名取市みどり台一丁目4番地

## 沿革
- 1998年（平成10年）4月、名取市立第二中学校から独立する形で開校。

## 学区
- 名取市立ゆりが丘小学校区全域
- 名取市立那智が丘小学校区全域
- 名取市立相互台小学校区全域 ※2011年（平成23年）度から。ただし、3年間は移行期間。

## 行事
- 入学・卒業・始業・終業・修了式【2・3年参加】
- 一年生を迎える会
- 各学年集会・全校・生徒集会
- みど中祭（文化祭）【全校参加】
- 全校スポレク(体育祭的なもの)【全校参加】
- 合唱コンクール【全校参加】〔名取市文化会館〕
- 三年生を送る会（三送会）【全校参加】
- 花山合宿【1年生】〔仙台市周辺〕
- 農業体験【2年生】〔仙台市周辺〕
- 修学旅行【3年生】〔東京方面〕

## 著名な卒業生
- 真山明大（俳優）